# Coupe d'Angleterre de football 1929-1930
Navigation
Coupe d'Angleterre 1928-1929 Coupe d'Angleterre 1930-1931

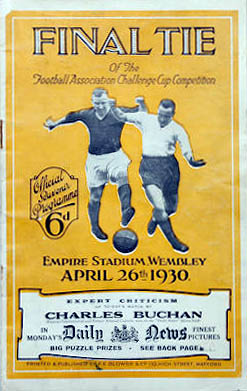
la Football Association Challenge Cup.

La Coupe d'Angleterre de football 1929-1930 est la 55e édition de la Coupe d'Angleterre, la plus ancienne compétition de football, la Football Association Challenge Cup (généralement connue sous le nom de FA Cup).
Arsenal remporte la compétition pour la première fois de son histoire, battant Huddersfield Town en finale sur le score de 2 à 0 à Wembley à Londres.

## Compétition

### Quarts de finale
Les quarts de finale ont lieu le 1 mars 1930.
| Équipe 1          | Résultat | Équipe 2            |
| ----------------- | -------- | ------------------- |
| West Ham United   | 0 - 3    | Arsenal             |
| Nottingham Forest | 2 - 2    | Sheffield Wednesday |
| Aston Villa       | 1 - 2    | Huddersfield Town   |
| Newcastle United  | 1 - 1    | Hull City           |

Matchs d'appui le 5 et 6 mars 1930 :
| Équipe 1            | Résultat | Équipe 2          |
| ------------------- | -------- | ----------------- |
| Sheffield Wednesday | 3 - 1    | Nottingham Forest |
| Hull City           | 1 - 0    | Newcastle United  |

### Demi-finales
Les demi finales ont lieu le 22 mars 1930, tous les matchs ont lieu sur terrain neutre.
| Équipe 1          | Résultat | Équipe 2            |
| ----------------- | -------- | ------------------- |
| Huddersfield Town | 2 – 1    | Sheffield Wednesday |
| Arsenal           | 2 – 2    | Hull City           |

Match d'appui le 26 mars 1930 :
| Équipe 1 | Résultat | Équipe 2  |
| -------- | -------- | --------- |
| Arsenal  | 1 – 0    | Hull City |

### Finale
| Finale de la coupe d'Angleterre 1929-1930 | Arsenal | 2 – 0   | Huddersfield Town | Wembley, Londres     |                      |
| 26 avril 1930                             |         | (1 – 0) |                   | Spectateurs : 92 488 | Spectateurs : 92 488 |